# Nina Alexandrowna Sidorowa
Nina Alexandrowna Sidorowa (russisch Нина Александровна Сидорова; * 13. Maijul. / 26. Mai 1910greg. im Dorf Kraskowo, Gouvernement Moskau; † 30. November 1961 in Moskau) war eine sowjetische Mediävistin und Hochschullehrerin.

## Leben
Nach der Oktoberrevolution arbeitete Sidorowas Mutter als Erzieherin in einem Kinderheim, in dem sie mit ihrer Tochter lebte. Nina Sidorowa heiratete 1930 den Physik-Studenten Wladimir Weksler (1907–1966). Sie erkrankte bald an latenter Tuberkulose.
Sidorowa studierte am Moskauer Pädagogischen Institut in der Historischen Fakultät mit anschließender Aspirantur dort bei Sergei Skaskin.
Ab 1934 arbeitete Sidorowa im Museum des Instituts für Marxismus-Leninismus beim ZK der KPdSU und im Zentralen Lenin-Museum. Ab 1936 lehrte sie am Moskauer Städtischen Pädagogischen Institut und am Moskauer Institut für Philosophie, Literatur und Geschichte. Ihre frühen Arbeiten waren der Pariser Kommune gewidmet. Sie verteidigte 1940 ihre Dissertation über die dörfliche Industrie in der Champagne am Vorabend der Revolution 1789 mit Erfolg für die Promotion zur Kandidatin der historischen Wissenschaften.
Nach Beginn des Deutschen Angriffskriegs gegen die Sowjetunion lehrte Sidorowa im Rahmen der Evakuierung Moskaus am Kasaner Pädagogischen Institut. Mit ihren Universitätskollegen beteiligte sie sich 1942 totz ihrer schwachen Gesundheit am Holzfällen, worauf sie schwer krank wurde.
Ab 1942 war Sidorowa wissenschaftliche Senior-Mitarbeiterin des Moskauer Instituts für Geschichte der Akademie der Wissenschaften der UdSSR (seit 1991 Russische Akademie der Wissenschaften). Bei der Erforschung der mittelalterlichen Geschichte Frankreichs beschäftigte sie sich auch mit den häretischen Bewegungen mit den Katharern als bekannteste Vertreter. Sie verteidigte 1949 ihre Dissertation über die Entstehung der städtischen Kultur in Frankreich am Ende des 11. Jahrhunderts und in der ersten Hälfte des 12. Jahrhunderts mit Erfolg für die Promotion zur Doktorin der historischen Wissenschaften. Darin behandelte sie insbesondere die Auseinandersetzung zwischen katholischer Kirche und Petrus Abaelardus. Ab 1952 leitete sie den Mittelalter-Sektor des Instituts.
Seit 1943 war Sidorowa Professorin der Universität Moskau (MGU) am Lehrstuhl für Mittelalter-Geschichte und hielt Vorlesungen über die sozialökonomische und politische Geschichte Frankreichs im 11.–15. Jahrhundert.
Sidorowa organisierte sogenannte Arbeitstreffen im Rahmen der Kampagne für den Kampf gegen den Kosmopolitismus. Sie wurde 1958 Präsidentin einer Wissenschaftlerinnengruppe an der MGU.
Während des Krieges hatte Sidorowa in Kasan die Waisenkinder Artur und Rosa zu sich genommen. Rosa wurde später von Verwandten abgeholt. Sidorowa adoptierte Artur und erzog ihn wie ihre Tochter Jekaterina Wladimirowna Sidorowa (1932–2016), die Doktorin der biologischen Wissenschaften wurde.
Sidorowa starb am 30. November 1961 in Moskau und wurde auf dem Wagankowoer Friedhof begraben. Ihre Tochter wurde neben ihrer Mutter begraben.

## Ehrungen, Preise
- Orden des Roten Banners der Arbeit